# Parascholzita
La parascholzita és un mineral de la classe dels fosfats. Rep el seu nom per la seva relació amb la scholzita.

## Característiques
La parascholzita és un fosfat de fórmula química CaZn₂(PO₄)₂·2H₂O. Cristal·litza en el sistema monoclínic. La seva duresa a l'escala de Mohs és 4.
Segons la classificació de Nickel-Strunz, la parascholzita pertany a «08.C - Fosfats sense anions addicionals, amb H₂O, amb cations de mida petita i mitjana» juntament amb els següents minerals: fransoletita, parafransoletita, ehrleïta, faheyita, gainesita, mccril·lisita, selwynita, pahasapaïta, hopeïta, arsenohopeïta, warikahnita, fosfofil·lita, scholzita, keyita, pushcharovskita, prosperita, gengenbachita i parahopeïta.

## Formació i jaciments
Va ser descoberta a la pegmatita Hagendorf South, a la localitat de Hagendorf, a Waidhaus, a l'Alt Palatinat (Alemanya). També ha estat descrita en altres indrets d'Alemanya, així com a Bèlgica, Japó, Zàmbia, els Estats Units, França i Espanya. Als territoris de parla catalana ha estat trobada en dos llocs: als camps de pegmatites d'Argelès-sur-Mer, als Pirineus Orientals (Occitània, França), i a la mina La Cresta, a Bellmunt del Priorat (Priorat, Tarragona).